# 新疆体育中心
新疆体育中心(しんきょうたいいくちゅうしん、簡体字中国語: 新疆体育中心、英: Xinjiang Sports Centre)は、中華人民共和国の新疆ウイグル自治区ウルムチ市にある多目的スタジアムである。

## 概要
2005年に設立された。青海省や新疆ウイグル自治区を含む中国西部では最大のスタジアムである。収容人数は50,000人で、室内競技全般に使用可能な体育館と屋内外のテニスコートを完備する。主にサッカーの試合に用いられる。中国サッカー・甲級リーグに所属する新疆天山雪豹、中国サッカー・乙級リーグに所属する新疆君悦海棠がホームスタジアムとして使用している。

## 交通アクセス
中国鉄路総公司のウルムチ南駅よりタクシーで約5～10分。ウルムチ地窩堡国際空港からも同程度。